# Hay Wharf
Hay Wharf lub Haywharf (malt. Xatt it-Tiben) – baza morska w porcie Marsamxett, w mieście Floriana na Malcie. Nadbrzeże jest od roku 1977 główną bazą Morskiego Dywizjonu Sił Zbrojnych Malty; nowe obiekty powstały w latach 2015–2016.

## Historia
Baza Hay Wharf jest usytuowana wzdłuż Floriana Lines od strony Marsamxett. Nadbrzeże rozciąga się między Msida Bastion a La Vittoria Bastion, ponad nim góruje Polverista Curtain, długi, podpiwniczony kazamatami mur osłonowy, zbudowany w roku 1722.
Nadbrzeże (ang. wharf) nazwane zostało „Hay Wharf” prawdopodobnie dlatego, że w XIX wieku było używane do przechowywania paszy dla zwierząt (ang. hay – siano). Przypuszcza się również, że nadbrzeże mogło zostać nazwane na cześć lorda Johna Hay, który był naczelnym dowódcą brytyjskiej Floty Śródziemnomorskiej, bazującej na Malcie od roku 1883 do 1887. Do roku 1970 na Hay Wharf mieścił się budynek klubowy Royal Malta Yacht Club.
W październiku 1977 roku 1. (Morska) Bateria Sił Zbrojnych Malty (1st (Maritime) Battery of the Armed Forces of Malta) przeniosła się z Senglei na Hay Wharf. W roku 1980 bateria przekształcona została w Morski Dywizjon Sił Zbrojnych Malty (Maritime Squadron of the Armed Forces of Malta), pozostając w tej samej bazie. Hay Wharf jest też główną maltańską bazą poszukiwawczo-ratowniczą, i wszyscy podjęci z morza nielegalni imigranci lądują właśnie tutaj.
Szybka łódź patrolowa klasy Swift „P23” znajduje się w Hay Wharf od czasu wycofania jej ze służby w roku 2010. Jednostka zostanie zachowana jako pomnik siedmiu żołnierzy i policjantów, którzy zginęli podczas eksplozji na jej pokładzie w roku 1984.
W listopadzie 2014 roku ogłoszono, że baza zostanie unowocześniona za kwotę 4,8 miliona euro. Modernizacja objęła budowę pomieszczenia kontroli granicznej, obiektów treningowych, urządzenia do szybkiego wodowania łodzi, oraz nowoczesnych pokoi zakwaterowania personelu.  Budowa nowej bazy rozpoczęła się w połowie 2015 roku, i od razu wzbudziła kontrowersje, gdyż kwestionowano, że nowe budynki zasłonią bastiony poza nimi. Nowa baza została oddana do użytku w styczniu 2016 roku. Jej budowa kosztowała 5,5 miliona euro.